# Хайял (дача)
Дача Хайял — особняк в посёлке Симеиз в Крыму, расположенный по адресу ул. Советская, 35 а, постройки начала XX века в псевдомавританском стиле, спроектированный и возведённый в 1911—1912 году «инженером-техником от артиллерии» Александром Андреевичем Померанцевым для вдовы Фердинанда Матвеевича Шлее Надежды Измаиловны Шлее. Памятник градостроительства и архитектуры регионального значения.

## Дача Хайял

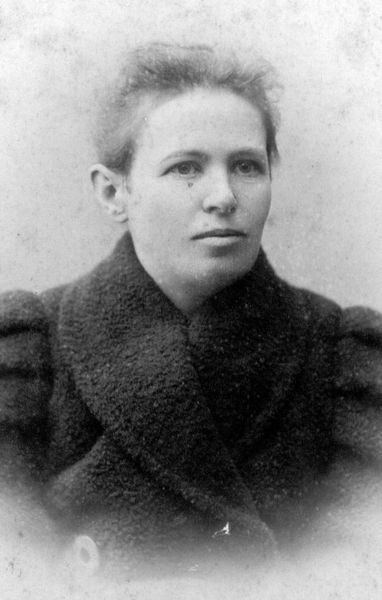
Надежда Измайловна Шлее

Надежда Измайловна Шлее, вдова видного общественного деятеля Таврической губернии, купца 2-й гильдии Фердинанда Матвеевича Шлее, купила 13 ноября 1911 года у владельца Нового Симеиза И. С. Мальцова дачный участок № 23 площадью 386 квадратных саженей (около 17,5 сотки). Архитектором Александром Андреевичем Померанцевым была спроектирована и в течение года построена двухэтажная дача. Расположена с учётом рельефа на горном склоне, с трёхэтажной башней в арабо-сарацинском, или псевдомавританском стиле, навеянном дворцом Дюльбер (первым сооружением такого плана на Южном берегу Крыма). На вершине башни устроили обзорную площадку с окнами, выходящими на горы, море и скалу Дива. Дачу хозяева назвали «Хайял» араб. حلم‎ что с арабского оначает «Мечта». Надпись сохранилась над входом с северной стороны, который также оформлен небольтшим куполом в восточном духе. Белокаменные стены декорированы яркими бело-голубыми арабесками, в которые вплетены многократно повторяющиеся шахады арабской вязью, переводимые как «Нет Божества, кроме Бога, Мухаммад — Посланник Бога» (араб. أَشْهَدُ اأَلاّ إِلهَ إِلاَّ اللهُ وَأَشْهَدُ أَنَّ مُحَمَّدًا رَسُولُ اللهِ‎).
Дача изначально строилась для личного пользования и не подразумевала сдачи постояльцам. Всего в здании насчитывалось одиннадцать комнат (три из которых отводились под библиотеку), в которых проживали многочисленные родственники хозяйки. 1 января 1917 года Надежда Измайловна Шлее продала дачу местному жителю Андрею Андреевичу Бендеру и покинула Крым.

## После революции
16 декабря 1920 года приказом председателя Революционного комитета Крыма были изъяты «из частного владения как разных ведомств, так и частных лиц все имения Южного берега Крыма в районе от Судака до Севастополя включительно» и передавались в ведение специально созданного Управления Южсовхоза. В 1925 году особняк передан, как 3-й корпус, в состав санатория «Красный маяк», в котором числился до недавнего времени.